# Ангельрода
Ангельрода (нім. Angelroda) — громада в Німеччині, розташована в землі Тюрингія. Входить до складу району Ільм. Складова частина об'єднання громад Гераталь.
Площа — 4,94 км2. Населення становить Невірний параметр metadata 16 070 003 ос. (станом на 31 грудня 2021).